# Jean-Baptiste Robillon
Pour les articles homonymes, voir Robillon.
Jean-Baptiste Robillon, João Baptista Robillon en portugais, est un architecte français, architecte paysagiste et d'intérieur, sculpteur, a réalisé la plupart de ses ouvrages au Portugal. Il est né à Paris en 1704, et mort à Queluz le 30 septembre 1782.

## Biographie

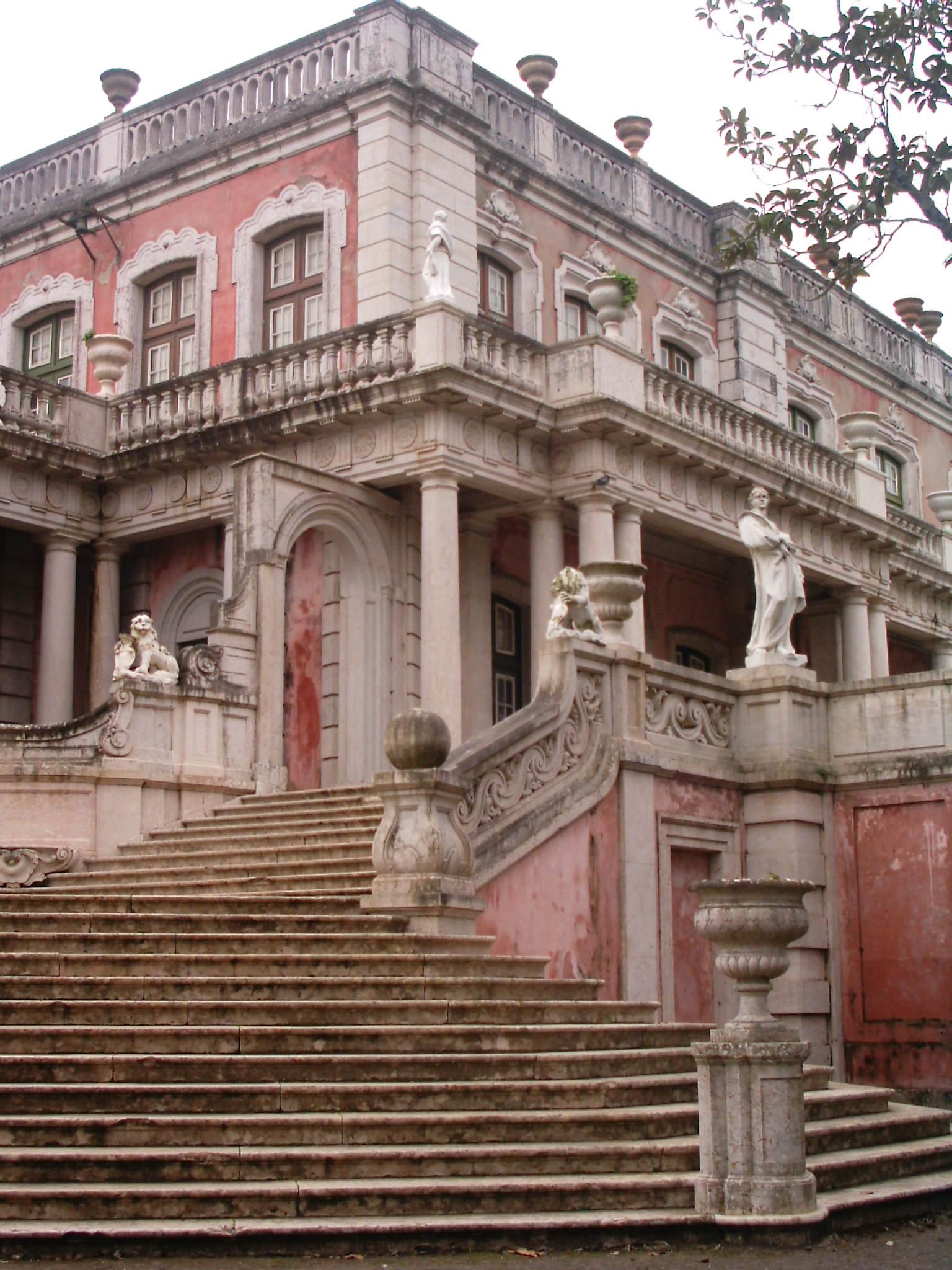
Palais royal de Queluz :
L'escalier des Lions de l'aile Robillon

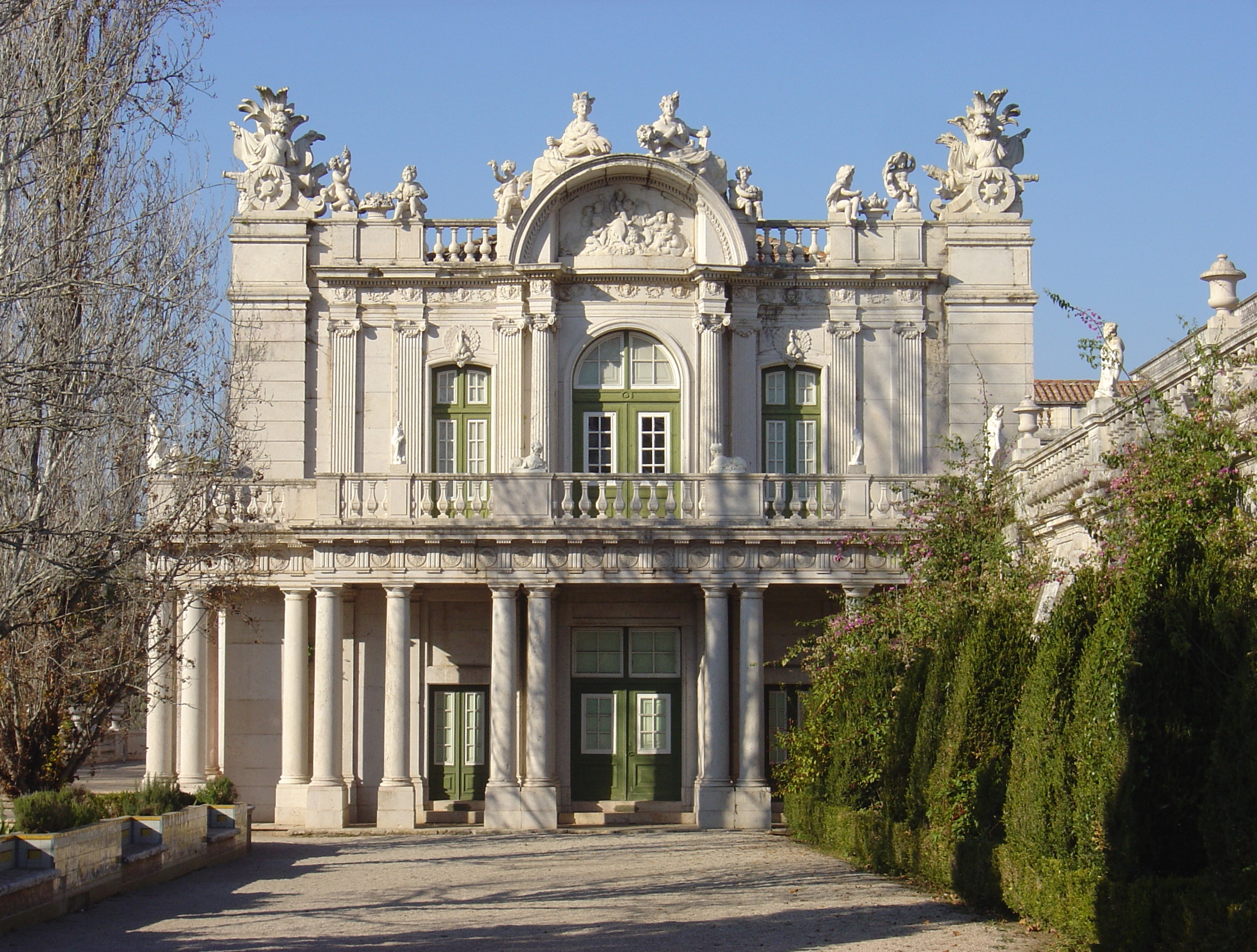
Palais royal de Queluz :
La façade sud de l'aile Robillon

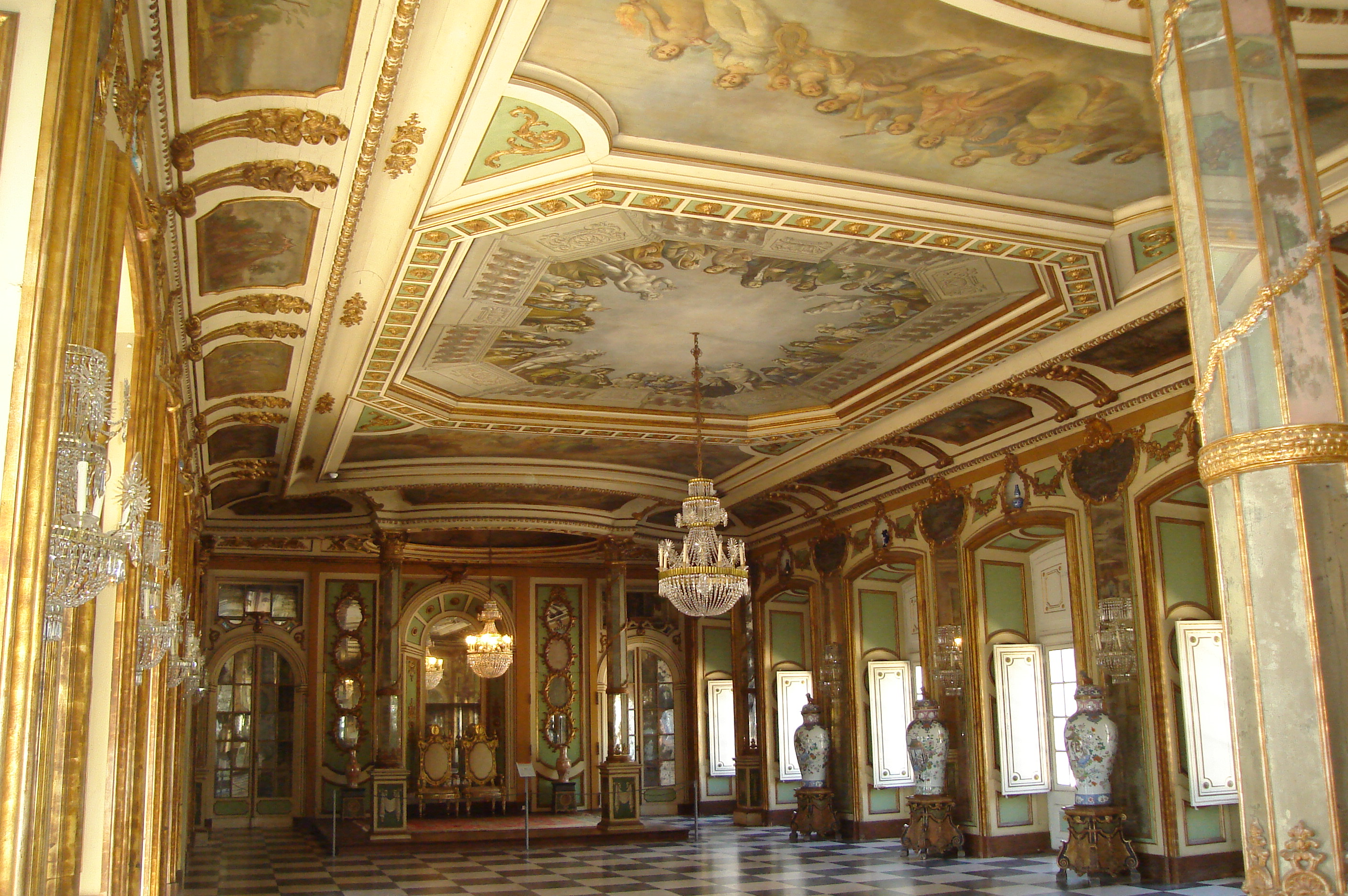
Palais royal de Queluz :
Le salon des Ambassaeurs

Il a commencé sa carrière à Paris, dans le faubourg Saint-Lazare. Jacques-François Blondel l'a mentionné dans son livre L’Architecture française, ou Recueil de plans, d’élévations, coupes et profils pour son travail sur la façade et l'intérieur de l'église Saint-Louis-du-Louvre. Comme Jean-Baptiste Pigalle, il a travaillé pour Thomas Germain, orfèvre du roi Louis XV. L'art de Germain était apprécié au Portugal. C'est probablement lui qui a dû parler à Robillon du Portugal. En effet, à cette époque les richesses apportées du Brésil au Portugal a permis à ce pays de connaître une grande prospérité. Jean-Baptiste Robillon fait faillite le 21 novembre 1748.
Thomas Germain étant mort, Jean-Baptiste Robillon quitta la France pour le Portugal où il a dû arriver vers 1749 et s'installa à Lisbonne. Il a travaillé sur la décoration du palais-monastère de Mafra où il a connu et formé l'architecte Mateus Vicente de Oliveira.
Le tremblement de terre de Lisbonne, en 1755, va nécessiter des travaux de reconstruction importants. Ceux du palais royal de Queluz entrepris par l'architecte Mateus Vicente de Oliveira vont s'arrêter. 
La Casa do Infantado chargea Jean-Baptiste Robillon des travaux au palais de Queluz en 1758. Il a été responsable des jardins, de nombreux bâtiments, des intérieurs rococo. Il a construit la grande aile ouest, connu sous le nom d'aile Robillon ou de pavillon Robillon avec l'escalier des Lions, qui illustre mieux que tout autre les excès de l'architecture baroque et rococo. Elle est achevée en 1779. Elle possède une colonnade dorique sur toute la longueur de ses façades ouest et sud, et le toit dispose d'un balcon à balustrade accessible à partir de l'étage supérieur. 
Il a été assisté par Jean-Baptiste Pillement et d'autres artistes français et portugais pour réaliser la décoration de la salle du Trône, du salon de Musique et du salon des Ambassadeurs. 
Il a créé plusieurs jardins placés à des niveaux différent, le jardin de Neptune, le jardin Azereiros.